# Bittium watsoni
Bittium watsoni is een slakkensoort uit de familie van de Cerithiidae. De wetenschappelijke naam van de soort is voor het eerst geldig gepubliceerd in 1885 door Jeffreys als Cerithium watsoni.